# 6691 Труссоні
6691 Труссоні (6691 Trussoni) — астероїд головного поясу, відкритий 26 лютого 1984 року.
Тіссеранів параметр щодо Юпітера — 3,380.